# Expediente J
Expediente J es una historieta publicada en 1996 del dibujante de cómics español Francisco Ibáñez perteneciente a la serie Mortadelo y Filemón.

## Trayectoria editorial
Publicada en 1996 en "Magos del Humor" (n.º 68). Más tarde apareció en el n.º 135 de la Colección Olé.

## Sinopsis
Mortadelo y Filemón se van a encargar del Expediente J (La J, de Jo, que pasada), consistente en investigar unos sucesos extraños. Están cayendo objetos volantes llegados del espacio llenos de virus. Esos virus provocan trastornos en el cuerpo humano. Mortadelo y Filemón deberán ir a los lugares donde caigan esos extraños meteoritos, comprobar los efectos causados y llevar los objetos a la T.I.A. para que puedan ser analizados.

## Comentarios
El título de este tebeo hace referencia a la serie de televisión Expediente X.